# Maison Chouvette
La maison Chauvette est un immeuble de rapport situé à l'angle de la rue de la Montagne et le Boulevard Audent dans le quartier Ville-Haute à Charleroi (Belgique). Il a été construit en 1919 par l'architecte Joseph André pour le bougmestre Émile Devreux.

## Histoire
Ce bâtiment ainsi que d'autres sont le témoignage de la reconstruction après l'incendie de Charleroi faite par les troupes allemandes le 22 août 1914.
Cette œuvre architecturale a été conçue au début de la carrière de l'architecte Joseph André et suit le style  Beaux-Arts,.

## Architecture
Il s'agit d'un bâtiment d'angle, situé à l'angle opposé de les Grands Magasins de l'Arc-en-ciel dans la rue de la Montagne. L'immeuble est divisé en 6 niveaux comme dans le programme original. Au rez-de-chaussée et à la mezzanine, il y a un magasin avec une façade en simil-pierre. L'entrée de l'activité commerciale, située dans le coin, maintient encore l'auvent d'entrée. Aux étages restants se trouvent les appartements, avec des balustrades et des balcons bien travaillés sur les trois premiers niveaux. Le dernier étage des appartements se trouve dans le grenier, couvert d'ardoises. Un petit coupole se détache dans le coin.